# Catherine Hicksová
Catherine Mary Hicksová (* 6. srpna 1951 New York, stát New York) je americká herečka.
Vystudovala Cornellovu univerzitu, v roce 1976 začala působit v New Yorku v oblasti televizní reklamy. Již po dvou týdnech obdržela roli Dr. Faith Coleridgeové v mýdlové opeře Ryan's Hope, v letech 1978 a 1979 hrála na Broadwayi ve hře Tribute po boku Jacka Lemmona, poté se přestěhovala do Kalifornie. Hrála např. v sitcomu The Bad News Bears, ztvárnila Marilyn Monroe ve filmu Marilyn: The Untold Story (1980), za což byla nominovaná na cenu Emmy, objevila se ve snímcích Better Late Than Never (1982) a Garbo mluví (1984). V roce 1986 zahrála postavu bioložky Gillian Taylorové ve snímku Star Trek IV: Cesta domů (nominace na Saturnovu cenu). O dva roky později hrála v jugoslávském filmu Tajna manastirske rakije a v hororu Dětská hra (Saturnova cena pro nejlepší herečku). V 90. letech se stala známou díky roli Annie Camdenové v seriálu Sedmé nebe (1996–2007).

## Filmografie

### Televize
| Rok       | Název                                   | Role                | Poznámky                         |
| --------- | --------------------------------------- | ------------------- | -------------------------------- |
| 1976–1978 | Ryan's Hope                             | Dr. Faith Coleridge | 210 dílů                         |
| 1978      | Sparrow                                 | Valerie             | TV film                          |
| 1979      | Love for Rent                           | Annie               | TV film                          |
| 1979–1980 | The Bad News Bears                      | Dr. Emily Rappant   | hlavní role, 26 dílů             |
| 1980      | To Race the Wind                        | Beth                | TV film                          |
| 1980      | Marilyn: The Untold Story               | Marilyn Monroe      | TV film                          |
| 1981      | Jacqueline Susann's Valley of the Dolls | Ann Welles          | TV film                          |
| 1982–1983 | Tucker's Witch                          | Amanda Tucker       | hlavní role, 12 dílů             |
| 1983      | Happy Endings                           | Lisa Sage           | TV film                          |
| 1987      | Žhavá laguna                            | Jane Algernon       | TV film                          |
| 1989      | Spy                                     | Angela Berk         | TV film                          |
| 1990      | Running Against Time                    | Laura Whittaker     | TV film                          |
| 1991      | Miláčku jsem po smrti                   | Carol Stadler       | TV film                          |
| 1992      | Up to No Good                           | Allison Ploutzer    | TV film                          |
| 1994      | Diagnóza vražda                         | Lauren Ridgeway     | díl: „Guardian Angel“            |
| 1994      | Na hlavní třídě                         | Jeannie Barker      | hlavní role, 6 dílů              |
| 1995      | Redwood Curtain                         | Julia Riordan       | TV film                          |
| 1995      | Burke's Law                             | Pamela Crawford     | díl: „Who Killed the Lifeguard?“ |
| 1996–2007 | Sedmé nebe                              | Annie Camden        | Main role (239 episodes)         |
| 2000      | Na věčné časy                           | Kristen             | TV film                          |
| 2008      | Jedovatý břečťan 4: Tajné společenství  | Elisabeth           | TV film                          |
| 2009      | Pushed                                  | Dr. Rosen           |                                  |
| 2009      | Cizinka s mou tváří                     | Shelley Stratton    | TV film                          |
| 2010      | Elf Sparkle and the Special Red Dress   | Snowdorable (voice) | TV film                          |
| 2011      | Boderline Murder                        | Jean                | TV film                          |
| 2011      | Game Time: Tackling the Past            | Anna Walker         | TV film                          |
| 2011      | A Christmas Wedding Tail                | Ellen               | TV film                          |
| 2012      | Nebezpečná touha                        | Annette Bramble     | TV film                          |
| 2012      | Svatba o Vánocích                       | Shirley             | TV film                          |
| 2015      | Win, Lose, or Love                      | Dot                 | TV film                          |
| 2015      | A Christmas Reunion                     | Linda               | TV film                          |
| 2016      | Honeymoon From Hell                     | Hazel               | TV film                          |

### Film
| Rok  | Název                                  | Role               | Poznámky            |
| ---- | -------------------------------------- | ------------------ | ------------------- |
| 1982 | Údolí smrti                            | Sally              |                     |
| 1983 | Better Late Than Never                 | Sable              |                     |
| 1984 | Garbo mluví                            | Jane Mortimer      |                     |
| 1984 | Na ostří nože                          | Isabel Bradley     |                     |
| 1985 | Fever Pitch                            | Flo                |                     |
| 1986 | Peggy Sue se vdává                     | Carol Heath        |                     |
| 1986 | Star Trek IV: Cesta domů               | Dr. Gillian Taylor |                     |
| 1987 | Like Father Like Son                   | Dr. Amy Larkin     |                     |
| 1988 | Cognac                                 | Ella Frazier       |                     |
| 1988 | Dětská hra                             | Karen Barclay      |                     |
| 1989 | Suvenýr                                | Tina Boyer         |                     |
| 1989 | Ruce pryč od mé dcery                  | Janet Pearson      |                     |
| 1991 | Sen lásky                              | Mary Parker        |                     |
| 1995 | Dillinger and Capone                   | Abigail            |                     |
| 1995 | Animal Room                            | Mrs. Mosk          |                     |
| 1997 | Turbulence                             | Maggie             |                     |
| 1997 | Eight Days a Week                      | Ms. Lewis          |                     |
| 2009 | My Name Is Jerry                       | Dana Holderman     |                     |
| 2009 | The Truth About Layla                  | Eleanor            |                     |
| 2010 | The Genesis Code                       | Myra Allitt        |                     |
| 2011 | Your Love Never Fails                  | Judge Cramer       | Video film          |
| 2011 | Ghost Phone: Phone Calls from the Dead | Gertrude           |                     |
| 2011 | Dorfmanová                             | Rose               |                     |
| 2011 | You're a Wolf                          | Mom                | Krátkometrážní film |
| 2013 | Reach                                  | Linda              |                     |
| 2013 | Curse of Chucky                        | Karen Barclay      |                     |
| 2014 | The Dog Who Saved Easter               | Cressida           |                     |
| 2015 | That Gal...Who Was In That Thing       | Samu sebe          | Dokument            |